# Vinh Khuất
Khuất Duy Vinh (sinh ngày 20 tháng 3 năm 1990), thường được biết đến với nghệ danh Vinh Khuất là nam ca sĩ kiêm sáng tác nhạc và nhà sản xuất âm nhạc người Đức gốc Việt, anh được khán giả trong nước biết đến sau lần biểu diễn solo tại Gala Sao Mai 2019 với ca khúc Quá lâu, do anh tự sáng tác.

## Tiểu sử
Vinh Khuất tên đầy đủ là Khuất Duy Vinh, sinh ngày 20 tháng 3 năm 1990 tại Hà Nội trong một gia đình có truyền thống âm nhạc. Ông ngoại là nghệ sĩ Nguyễn Minh Tâm dạy accordion, saxophone, mẹ anh làm quản lý một Nhà văn hóa; cậu là trưởng khoa nhạc nhẹ, cô là giảng viên piano của Học viện Âm nhạc Quốc gia. Anh và em trai được mẹ cho học đàn piano từ khi 4 tuổi.
Anh được gia đình đưa sang Đức định cư từ năm 1 tuổi và đang sinh sống và làm việc tại Hamelin, Đức.

## Sự nghiệp
Năm 15 tuổi, Vinh từng tham gia cuộc thi Giọng ca vàng tổ chức tại Đức và giành được hai giải Thí sinh ấn tượng nhất và Giải tài năng trẻ. Năm 18 tuổi, Vinh Khuất đã giành giải nhất trong cuộc thi Made in Schauburg tổ chức 3 năm một lần tại Đức. Anh tập sáng tác từ năm 19-20 tuổi, nhưng đến 23-24 tuổi mới tập trung vào công việc đó. Anh đã tốt nghiệp Nhạc viện Hannover với 2 chuyên ngành hát và sáng tác nhạc Jazz.
Năm 2011, Vinh tham gia một cuộc thi quốc tế tại Áo cùng một nhóm nhạc về Acappella và tiếp tục được giải nhất. Năm 2012 Vinh Khuất tiếp tục tham gia cuộc thi Boss Loop Station Word Championship cho ba nước Đức, Áo, Thụy Sĩ và giành giải nhất. Cũng trong năm 2012, anh đoạt 2 giải Nhất của giám khảo và giải khán giả bình chọn, cùng với một giải của truyền thông cho người được yêu thích nhất tại cuộc thi Hannover Songcontes Hören 2012. Sau đó anh tiếp tục tham gia cuộc thi thế giới tổ chức tại Los Angeles, Mỹ và giành giải tư.  Năm 2013, anh tham gia cuộc thi nhạc New Ware tại Latvia giành giải ba và được xuất hiện trên tem bưu chính của nước này.
Năm 2017, Anh tham gia cuộc thi The Voice của Đức.
Đầu năm 2019, anh được mời về biểu diễn tại chương trình Tết Kỷ Hợi và Gala Sao Mai 2019 của Đài Truyền hình Việt Nam, sau khi nhạc sĩ Huy Tuấn xem được video của anh trên YouTube. Tháng 10 năm 2019, anh về Việt Nam lần nữa để tham gia Lễ hội âm nhạc Gió mùa (Monsoon Music Festival 2019) cùng với các nghệ sĩ trong và ngoài nước. Ngoài ra anh còn tham gia chương trình đón năm mới "Vũ khúc ánh sáng - Countdown 2020" tại Hà Nội.

## Sáng tác
- 2016: Còn đây / The same / Điệu Valse cuối / One last Waltz / Wo du gerade bít / Live it right / Everything but I'm not
- 2017: No plan / Thôi / Loving you tonight / Not easy / Get me out / Thôi / All I want / Everywhere but here / Lost / River / Rain / Autumn love / Every single thing / Word / Smile
- 2018: Quá lâu / Get me out / I cannot / Better without you / Nitch so schawer / Không quên được em (Nghiện) / The End / Any longer / Don't wanna be lonely tonight / It doesn't hurt no more
- 2019: Cứu vãn / Như Bài Tình Ca / Hãy nói đi / Sang was du Meint / Wiederhem / Anh longer
- 2020:  Mỗi em / Gut und Okay / Außer Dir / Điều ước trong đêm Noel / Nichts Tun / Mặc kệ / Thu. / Celebrate / ĐÍSCÔ / Ở đây
- 2021: Pháo hoa 2021 / Chỉ cần em nói dối / Sao ai cũng có bạn trai rồi / Ea She's got a Boyfriend / Nhớ em trong những đêm tuyết rơi / Heute Wird / Zehn Jahre von jetzt / Chẳng làm gì hết / First Snow / Du / Đã Từng Mơ / Rừng bên suối / Còn đây / Tôi sẽ là ai / Hư
- 2022: Nó không thích mày đâu / Đón năm mới với Rumba / Last-minute Valentine / Em / It suck that i still miss you
- 2023: t(Ế)t / Chưa có ai ngày Valentine / Chưa có ai ngày Valentine (happy version) / Our Waltz / Phá tan màn đêm / Em là ai / Let's get FAT together / Càng yêu càng béo / Ai trông thấy già Noel
- 2024: Vũ Điệu Cầu Duyên / Năm nay sẽ hơn / Missing here / cạnhbên

## Phong cách
Vinh chơi nhạc theo mô hình "one man band", một mình anh tự phối khí, chơi piano, saxophone, đàn tranh, đàn bầu, beatbox, hát và đọc rap trong lúc biểu diễn những ca khúc tự sáng tác. Các ca khúc được anh sáng tác bằng tiếng Anh, tiếng Đức và chuyển ngữ sang tiếng Việt; anh thường sử dụng Google dịch, sau đó sẽ tham khảo dịch thuật từ mẹ anh.
Anh từng theo học nhạc Jazz tại Đức và nhạc dân tộc qua giảng viên Võ Thúy Hà của Trường Đại học Văn hóa nghệ thuật Quân Đội, trong thời gian cô lưu diễn tại Đức. Các sáng tác của Vinh được hòa trộn từ nhạc Jazz, Rock, Reggae, và nhạc dân tộc Việt Nam.

## Giải thưởng
- 2005: Giọng ca vàng tổ chức tại Đức
  - Thí sinh ấn tượng nhất
  - Giải tài năng trẻ
- 2008: Made in Schauburg - Giải nhất
- 2012: Boss Loop Station Word Championship - Chức vô địch
- 2012: Cuộc thi sáng tác ca khúc tại Hannover "Hören 2012"
  - Giải nhất của giám khảo
  - Giải khán giả bình chọn
  - Nghệ sĩ được yêu thích nhất
- 2013: New Ware tại Latvia - giải ba.[5][7]
- 2017: The Voice Đức - đến vòng Đối đầu